# HNK Hajduk Split 2019/2020
Tento článek se podrobně zabývá událostmi ve fotbalovém klubu HNK Hajduk Split v období sezony 2019/2020 a jeho působení v 1. lize a ligovém poháru. Hajduk se minulý rok umístil na 4. místě. Pro klub je to historicky 109. sezona, 29. v Prve HNL.

## První tým
Tabulka ukazuje aktuální sestavu, tak jak je napsána na oficiálním webu.
| Číslo     | Hráč              | Nár.                | Pozice   | Datum narození a věk        | Od roku  | Zápasy   | Góly     | Smlouva do  | Příchod z              | Cena         | Poznámka |
| Brankáři  | Brankáři          | Brankáři            | Brankáři | Brankáři                    | Brankáři | Brankáři | Brankáři | Brankáři    | Brankáři               | Brankáři     | Brankáři |
| --------- | ----------------- | ------------------- | -------- | --------------------------- | -------- | -------- | -------- | ----------- | ---------------------- | ------------ | -------- |
| 1         | Tomislav Duka     | Chorvatsko          | GK       | 7. září 1992 (32 let)       | 2018     | 1        | 0        | červen 2020 | CFR Cluj               | Nezveřejněna |          |
| 13        | Goran Blažević    | Chorvatsko          | GK       | 7. června 1986 (38 let)     | 2018     | 51       | 0        | červen 2020 | Slaven Belupo          | Zadarmo      |          |
| 40        | Marin Ljubić      | Chorvatsko          | GK       | 18. října 1997 (27 let)     | 2018     | 5        | 0        | červen 2022 | Hajduk Academy         |              |          |
| 70        | Josip Posavec     | Chorvatsko          | GK       | 10. března 1996 (28 let)    | 2018     | 19       | 0        | červen 2023 | Palermo                | 500,000 €    |          |
| Obránci   |                   |                     |          |                             |          |          |          |             |                        |              |          |
| 8         | Stefan Simić      | Česko               | CB       | 20. ledna 1995 (30 let)     | 2019     | 0        | 0        | červen 2023 | Milán                  | Zadarmo      |          |
| 14        | Oleksandr Svatok  | Ukrajina            | CB       | 27. září 1994 (30 let)      | 2019     | 1        | 0        | červen 2022 | Zorya Luhansk          | 350,000 €    |          |
| 17        | Josip Juranović   | Chorvatsko          | RB / CM  | 16. srpna 1995 (29 let)     | 2015     | 127      | 1        | červen 2020 | Dubrava                | Zadarmo      |          |
| 24        | Stipe Vučur       | Rakousko            | CB       | 22. května 1992 (32 let)    | 2018     | 17       | 1        | červen 2021 | 1. FC Kaiserslautern   | Zadarmo      |          |
| 28        | Lumbardh Dellova  | Kosovo              | RB       | 1. ledna 1999 (26 let)      | 2018     | 0        | 0        | červen 2023 | KF Liria               | Zadarmo      |          |
| 31        | Ivan Dolček       | Chorvatsko          | LB/LW    | 24. dubna 2000 (24 let)     | 2019     | 0        | 0        | červen 2023 | Slaven Belupo          | 500,000 €    |          |
| 33        | Domagoj Bradarić  | Chorvatsko          | LB       | 10. prosince 1999 (25 let)  | 2018     | 13       | 0        | červen 2021 | Hajduk Academy         |              |          |
| 34        | Ardian Ismajli    | Kosovo              | CB / RB  | 30. září 1996 (28 let)      | 2016     | 50       | 2        | červen 2019 | 2 Korriku              | Zadarmo      |          |
| 35        | David Čolina      | Chorvatsko          | LB       | 19. července 2000 (24 let)  | 2019     | 0        | 0        | červen 2023 | Monaco U21             | 700,000 €    |          |
| 47        | Mario Vušković    | Chorvatsko          | LB       | 16. listopadu 2001 (23 let) | 2019     | 0        | 0        | červen 2021 | Hajduk Academy         |              |          |
| Záložníci |                   |                     |          |                             |          |          |          |             |                        |              |          |
| 5         | Hamza Barry       | Gambie              | CM       | 15. října 1994 (30 let)     | 2016     | 91       | 8        | červen 2020 | Apollon Limassol       | Nezveřejněna |          |
| 6         | Darko Nejašmić    | Chorvatsko          | CM       | 25. ledna 1999 (26 let)     | 2018     | 9        | 0        | červen 2021 | Hajduk Academy         |              |          |
| 10        | Mijo Caktaš       | Chorvatsko          | CM / AM  | 8. května 1992 (32 let)     | 2018     | 162      | 52       | červen 2021 | Rubin Kazaň            | Zadarmo      | Kapitán  |
| 18        | Dino Beširović    | Bosna a Hercegovina | CM       | 31. ledna 1994 (31 let)     | 2018     | 2        | 0        | červen 2021 | Radnik Bijeljina       | Nezveřejněna |          |
| 23        | Anthony Kalik     | Austrálie           | DM       | 5. listopadu 1997 (27 let)  | 2016     | 16       | 0        | červen 2021 | Central Coast Mariners | 30,000 €     |          |
| 33        | Stanko Jurić      | Chorvatsko          | DM       | 16. srpna 1996 (28 let)     | 2018     | 14       | 2        | červen 2020 | Dugopolje              | Zadarmo      |          |
| 93        | Bassel Jradi      | Libanon             | AM       | 6. července 1993 (31 let)   | 2018     | 16       | 1        | červen 2020 | Strømsgodset           | Zadarmo      |          |
| Útočníci  |                   |                     |          |                             |          |          |          |             |                        |              |          |
| 7         | Ádám Gyurcsó      | Maďarsko            | LW       | 6. března 1991 (34 let)     | 2018     | 42       | 9        | červen 2021 | Pogoń Szczecin         | 400.000 €    |          |
| 9         | Marin Jakoliš     | Chorvatsko          | ST       | 26. prosince 1996 (28 let)  | 2019     | 0        | 0        | červen 2023 | Admira Wacker          | 250,000 €    |          |
| 11        | Samuel Eduok      | Nigérie             | ST / RW  | 31. ledna 1994 (31 let)     | 2019     | 0        | 0        | červen 2022 | BB Erzurumspor         | Zadarmo      |          |
| 19        | Ivan Delić        | Chorvatsko          | CF       | 29. září 1998 (26 let)      | 2018     | 7        | 0        | červen 2021 | Hajduk Academy         |              |          |
| 21        | Jairo da Silva    | Brazílie            | RW       | 6. května 1992 (32 let)     | 2018     | 25       | 6        | červen 2020 | PAOK                   | Zadarmo      |          |
| 25        | Emir Sahiti       | Albánie             | LW       | 29. listopadu 1998 (26 let) | 2018     | 1        | 0        | červen 2022 | Rabotnički             | Nezveřejněna |          |
| 47        | Francesco Tahiraj | Albánie             | LW / CF  | 21. září 1996 (28 let)      | 2018     | 4        | 0        | červen 2022 | Aluminij               | 100,000€     |          |
| 91        | Tonio Teklić      | Chorvatsko          | CF       | 9. září 1999 (25 let)       | 2017     | 4        | 0        | červen 2020 | Hajduk Academy         |              |          |

## Přestupy

### Změny v kádru v letním přestupovém období 2019
| Přišli do týmu |      |            |               |                |           |       |
| Číslo          | Poz. | Nár.       | Hráč          | Odkud přišel   | Cena      | Zdroj |
| 8              | DF   | Česko      | Stefan Simič  | Milán          | 500,000 € | [ 3 ] |
| 70             | GK   | Chorvatsko | Josip Posavec | Palermo        | 500,000 € |       |
| 31             | DF   | Chorvatsko | Ivan Dolček   | Slaven Belupo  | 500,000 € |       |
| 35             | DF   | Chorvatsko | David Čolina  | Monaco U21     | 700,000 € | [ 4 ] |
| 11             | FW   | Nigérie    | Samuel Eduok  | BB Erzurumspor | 250,000 € | [ 5 ] |
| 9              | FW   | Chorvatsko | Marin Jakoliš | Admira Wacker  | 250,000 € | [ 6 ] |

Výdaje:  2,700,000 €
| Odešli z týmu |      |                   |                  |                 |                 |       |
| Číslo         | Poz. | Nár.              | Hráč             | Kam odešel      | Cena            | Zdroj |
| 99            | FW   | Chorvatsko        | Franko Kovačević | Rudeš           | 300,000 €       |       |
| 32            | DF   | Chorvatsko        | Fran Tudor       | neznámo         | Zadarmo         |       |
| 8             | FW   | Severní Makedonie | Mirko Ivanovski  | neznámo         | Zadarmo         |       |
| 31            | DF   | Německo           | André Fomitschow | neznámo         | Zadarmo         |       |
| 15            | MF   | Chorvatsko        | Ante Palaversa   | Manchester City | Konec hostování |       |
| 33            | MF   | Chorvatsko        | Domagoj Bradarić | Lille           | 7,000,000 €     |       |

Příjem:  7,300,000 €
| Odchod na hostování |      |      |      |            |    |    |      |       |
| Číslo               | Poz. | Nár. | Hráč | Kam odešel | Od | Do | Cena | Zdroj |

Aktivita na trhu:  4,600,000 €
| Povoláni z juniorky Hajduku |            |              |     |
| Poz.                        | Nár.       | Hráč         | Věk |
| FW                          | Chorvatsko | Dario Špikić | 20  |

## Soutěže

### Souhrn působení v soutěžích
| Soutěž           | Fáze startu | Momentální pozice/ kolo | Konečná pozice/ kolo | První zápas       | Poslední zápas    |
| ---------------- | ----------- | ----------------------- | -------------------- | ----------------- | ----------------- |
| HT Prva liga     | 3. místo    | 2. místo                | —                    | 21. červenec 2019 | květen 2020       |
| Chorvatský pohár | 1. kolo     | —                       | —                    | 25. září 2019     | —                 |
| Evropská liga    | 1. předkolo | —                       | 1. předkolo          | 9. červenec 2019  | 18. červenec 2019 |

### HT Prva liga
| Poř. | Tým               | Z | V | R | P | VG | OG | B  |
| ---- | ----------------- | - | - | - | - | -- | -- | -- |
| 1.   | GNK Dinamo Zagreb | 4 | 3 | 1 | 0 | 9  | 1  | 10 |
| 2.   | HNK Hajduk Split  | 3 | 3 | 0 | 0 | 8  | 0  | 9  |
| 3.   | HNK Rijeka        | 3 | 3 | 0 | 0 | 6  | 2  | 9  |
| 4.   | NK Osijek         | 4 | 2 | 1 | 1 | 6  | 4  | 7  |
| 5.   | NK Istra 1961     | 4 | 2 | 0 | 2 | 6  | 7  | 6  |

|  | Postup do 2. předkola Ligy mistrů UEFA 2019/2020   |
|  | Postup do 2. předkola Evropské ligy UEFA 2019/2020 |

Poznámky:
- Z = Odehrané zápasy; V = Vítězství; R = Remízy; P = Prohry; VG = Vstřelené góly; OG = Obdržené góly; B = Body
- N = nováček (minulou sezónu hrál nižší soutěž a postoupil)

| Celkem | Celkem | Celkem | Celkem | Celkem | Celkem | Celkem | Celkem | Doma | Doma | Doma | Doma | Doma | Doma | Venku | Venku | Venku | Venku | Venku | Venku |
| Z      | V      | R      | P      | VG     | OG     | GR     | Body   | V    | R    | P    | VG   | OG   | Body | V     | R     | P     | VG    | OG    | Body  |
| ------ | ------ | ------ | ------ | ------ | ------ | ------ | ------ | ---- | ---- | ---- | ---- | ---- | ---- | ----- | ----- | ----- | ----- | ----- | ----- |
| 3      | 3      | 0      | 0      | 8      | 0      | +8     | 9      | 2    | 0    | 0    | 5    | 0    | 6    | 1     | 0     | 0     | 3     | 0     | 3     |

#### Výsledky se soupeři
| Tým            | Výsledek | Výsledek | Výsledek | Výsledek | Body |
| Tým            | 1        | 2        | 3        | 4        | Body |
| -------------- | -------- | -------- | -------- | -------- | ---- |
| Dinamo Záhřeb  | –        | –        | –        | –        | 0    |
| Gorica         | –        | –        | –        | –        | 0    |
| Inter Zaprešić | –        | –        | –        | –        | 0    |
| Istra 1961     | 2–0      | –        | –        | –        | 3    |
| Lokomotiva     | 3–0      | –        | –        | –        | 3    |
| Osijek         | –        | –        | –        | –        | 0    |
| Rijeka         | –        | –        | –        | –        | 0    |
| Slaven Belupo  | –        | –        | –        | –        | 0    |
| Varaždin       | 3–0      | –        | –        | –        | 3    |

Zdroj: Hrvatski telekom Prva liga 2019/2020

## Zápasy v sezoně 2019/2020

### Letní přípravné zápasy
Zdroj: hajduk.hr
| Datum        | Soupeř        | Místo             | Výsledek | Střelci Hajduku                         |
| ------------ | ------------- | ----------------- | -------- | --------------------------------------- |
| 21/ 06/ 2019 | NK Solin      | Solin, Chorvatsko | 4-1      | 24' Jurić, 57', 59' Teklić, 72' Gyurcsó |
| 29/ 06/ 2019 | PFK Samara    | Limbuš, Slovinsko | 2-1      | 14' Delić, 19' Gyurcsó                  |
| 30/ 06/ 2019 | NK Aluminij   | Limbuš, Slovinsko | 0-1      |                                         |
| 03/ 07/ 2019 | Śląsk         |                   | 1-2      | 85' Šego                                |
| 04/ 07/ 2019 | Zorja Luhansk |                   | 1-1      | 40' Nejašmić                            |

### HT Prva liga
Hlavní článek: Hrvatski telekom Prva liga 2019/2020
| 1. kolo 21. července 2019 | HNK Hajduk Split                | 2 - 0  | NK Istra 1961 | Stadion Poljud, Split         |  |  |
| 20:00 SELČ                | Stefan Simić 8' Hamza Barry 88' | Report |               | Diváci: 8,248 Rozhodčí: Pejin |  |  |
|                           |                                 |        |               |                               |  |  |

| 2. kolo 28. července 2019 | NK Varaždin | 0 - 3  | HNK Hajduk Split                                        | Stadion Anđelko Herjavec, Varaždin |  |  |
| 20:00 SELČ                |             | Report | 49' Ivan Dolček 55' Mijo Caktaš (pen.) 86' Samuel Eduok | Diváci: 5,132 Rozhodčí: Jović      |  |  |
|                           |             |        |                                                         |                                    |  |  |

| 3. kolo 4. srpna 2019 | HNK Hajduk Split                                  | 3 - 0  | NK Lokomotiva Záhřeb | Stadion Poljud, Split          |  |  |
| 18:00 SELČ            | Mijo Caktaš 40' Emem Eduok 43' Darko Nejašmić 56' | Report |                      | Diváci: 15,156 Rozhodčí: Bebek |  |  |
|                       |                                                   |        |                      |                                |  |  |

### Chorvatský pohár
Hlavní článek: Chorvatský fotbalový pohár 2019/2020
| 1. kolo 25. září 2019 |  | v | Hajduk Split |  |  |  |
| SELČ                  |  |   |              |  |  |  |
|                       |  |   |              |  |  |  |

### Evropská liga UEFA

#### Předkola
Hlavní článek: Evropská liga UEFA 2019/2020
| 1. předkolo 9. července 2019 | Gżira United F.C. | 0 – 2 | HNK Hajduk Split                   | Centenary Stadium, Gżira |  |
| 18:00 SELČ |                   |       | 43' Ádám Gyurcsó 90+6' Ivan Dolček | Rozhodčí: Leibovitz      |  |
| Poznámky: Sestava: Duka – Jurič, Svatok (75. Simič), Ismajli, Bradarič (61. Dolček) – Jradi, Barry, Nejasmič – Gyurcso (67. Tahiraj), Delič, Jairo |                   |       |                                    |                          |  |

| 1. předkolo - odveta 20:00 18. července 2019 | HNK Hajduk Split | 1 – 3 (a) | Gżira United F.C.                   | Stadion Poljud, Split              |  |
| SELČ | Bassel Jradi 7'  |           | 57' Jefferson 69', 90+6' Hamed Koné | Diváci: 18,000 Rozhodčí: Neokleous |  |
| Poznámky: Sestava: Duka – Bašič, Svatok, Lopez, Dolček (58. Juranovič) – Beširovič (81. Kalik), Barry (C), Tahiraj (58. Tahiraj) – Jairo, Delič, Jradi |                  |           |                                     |                                    |  |

## Hráčské rekordy
Aktualizováno 19. července 2019

### Góly
| Pozice  | Jméno          | Liga | Evropa | Pohár | Celkově |
| ------- | -------------- | ---- | ------ | ----- | ------- |
| 1       | Ivan Dolček    | 1    | 1      | -     | 2       |
| 1       | Mijo Caktaš    | 2    | -      | -     | 2       |
| 1       | Samuel Eduok   | 2    | -      | -     | 2       |
| 2       | Ádám Gyurcsó   | -    | 1      | -     | 1       |
| 2       | Bassel Jradi   | -    | 1      | -     | 1       |
| 2       | Stefan Simić   | 1    | -      | -     | 1       |
| 2       | Hamza Barry    | 1    | -      | -     | 1       |
| 2       | Darko Nejašmić | 1    | -      | -     | 1       |
| CELKOVĚ | CELKOVĚ        | 8    | 3      | 0     | 11      |

### Čistá konta
| Pozice  | Jméno         | Liga | Evropa | Pohár | Celkově |
| ------- | ------------- | ---- | ------ | ----- | ------- |
| 2       | Josip Posavec | 2    | –      | –     | 2       |
| 1       | Tomislav Duka | 2    | 1      | –     | 2       |
| CELKOVĚ | CELKOVĚ       | 3    | 1      | 0     | 4       |

Poznámky